# .ls
‎.ls‏ دامنه اینترنتی اختصاص داده شده به کشور لسوتو است.